# Habroloma subbicorne
Habroloma subbicorne (лат.) — вид златок рода Habroloma из подсемейства Agrilinae.

## Описание
Мелкие жуки-златки (около 3 мм). От близких видов отличается следующими признаками: надкрылья сильно заужены от основания к вершине, бока менее дугообразные и отчётливо сужены за плечевыми костями. Передняя волнистая поперечная серебристо-золотистая полоса задних надкрылий отсоединена посередине; простернальный отросток с дугообразным задним краем. Тело клиновидное, сужающееся к заднему концу даже от базальной половины.
Растение-хозяин. Розовые (Rosaceae): Rubus parvifolius, Rubus palmatus, Rubus buergeri.
Листовая мина. Коричневая полноразмерная пятнистая мина на зрелом листе. Яйцо откладывается на расстоянии от края листа, и мина разрастается в листовой пластинке. Мякоть нитевидная.